# هوراس آستلی
هوراس آستلی (انگلیسی: Horace Astley؛ زادهٔ ۱۸۸۲) بازیکن فوتبال اهل بریتانیا است.
از باشگاه‌هایی که در آن بازی کرده‌است می‌توان به باشگاه فوتبال میدلزبرو و باشگاه فوتبال کریستال پالاس اشاره کرد.